# ستيف روزنبرغ
ستيف روزنبرغ (بالإنجليزية: Steve Rosenberg)‏ هو لاعب كرة قاعدة أمريكي، ولد في 31 أكتوبر 1964 في بروكلين في الولايات المتحدة.

## وصلات خارجية
- ستيف روزنبرغ على موقع دوري كرة القاعدة الرئيسي (الإنجليزية)
- ستيف روزنبرغ على موقعبيزبول رفرنس.كوم (الدوري الرئيسي) (الإنجليزية)
- ستيف روزنبرغ على موقعبيزبول رفرنس.كوم (الدوري الثانوي) (الإنجليزية)
- ستيف روزنبرغ على موقع إي إس بي إن.كوم (أم.أل.بي) (الإنجليزية)
- ستيف روزنبرغ على موقع مشجعي الرسوم البيانية (الإنجليزية)